# Lepanthes racemosa
Lepanthes racemosa är en orkidéart som beskrevs av Carlyle August Luer och Alexander Charles Hirtz. Lepanthes racemosa ingår i släktet Lepanthes och familjen orkidéer.
Artens utbredningsområde är Ecuador. Inga underarter finns listade i Catalogue of Life.